# Mario Zebec
Mario Zebec (24 september 1982) is een Kroatisch voetbalscheidsrechter. Hij is in dienst van FIFA en UEFA sinds 2016.
Op 30 juni 2016 debuteerde Zebec in Europees verband tijdens een wedstrijd tussen Banants Jerevan en Omonia Nicosia in de voorronde van de UEFA Europa League. De wedstrijd eindigde in 0–1 na een doelpunt van Matt Derbyshire. Zebec gaf drie gele kaarten.
Zijn eerste interland floot hij op 11 september 2018, toen Moldavië 0–0 gelijkspeelde tegen Wit-Rusland. Zebec gaf twee gele kaarten.

## Interlands
| Datum             | Plaats             | Wedstrijd              | Uitslag | Competitie                  | Kreeg geel | Kreeg voor de tweede keer geel en dus rood | Weggestuurd |
| ----------------- | ------------------ | ---------------------- | ------- | --------------------------- | ---------- | ------------------------------------------ | ----------- |
| 11 september 2018 | Chisinau, Moldavië | Moldavië – Wit-Rusland | 0 – 0   | UEFA Nations League 2018/19 | 2          | 0                                          | 0           |

Laatste aanpassing op 13 september 2018